# Deutsches Hirtenmuseum
Das Deutsche Hirtenmuseum der Stadt Hersbruck wurde im Jahr 1933 eröffnet. Es befindet sich in einem denkmalgeschützten Ensemble, bestehend aus Ackerbürgerhaus des 16. Jahrhunderts, Scheune und einem weiteren Gebäude mit großem Innenhof und Garten.
Kleidung, Gerätschaften und kunsthandwerkliche Arbeiten von Hirten aus aller Welt geben im Haupthaus Einblicke in diesen alten Beruf. Die Dauerausstellung „Mensch – Tier“ im 2. Obergeschoss der sanierten Scheune des Deutschen Hirtenmuseums wurde am 6. Februar 2009 eröffnet. Sie bildet den Einstieg in das Museumsthema. Auf rund 230 Quadratmetern präsentiert sich eine informative Ausstellung, die den vielfältigen Beziehungen zwischen Mensch und Nutztieren nachspürt. Sie erklärt, dass sich Menschen schon seit vorgeschichtlichen Zeiten Tiere für Arbeit und Transport sowie als Nahrungs- und Rohstofflieferanten halten. Gezeigt werden Haltung und Fütterung der Rinder im Wandel der Zeit.
An mehr als zehn Standorten innerhalb der Ausstellung werden die Besucher eingeladen, selbst aktiv zu werden und museale Geschichte mit allen Sinnen zu erleben. So können die Besucher an einer lebensecht nachgebildeten Kuh das aufwendige Anspannen mit dem Stirnjoch üben und die eigenen viel geringeren Zugkräfte an einer hierzu entwickelten „Jochmaschine“ zu testen.
Für Gruppen, Schulklassen wie Erwachsenengruppen gibt es ein museumspädagogisches Begleitprogramm, bei dem das Konzept „mit allen Sinnen“ fortgeführt wird. Bei der Themenführung „Von der Kuh zur Butter“ stehen unter anderem Melken und Ausbuttern auf dem Programm, nach getaner Arbeit schmecken Buttermilch und ein Butterbrot.
Jährlich gibt es drei bis vier Sonderausstellungen zu unterschiedlichsten Themen aus Kunst und Kultur. Traditionelle Feste wie Hirtentag am 6. Januar, Schaf-Fest im Mai, sardischer Abend im Juni und Handwerker-Markt im September oder Apfeltage mit Apfelsortenschau runden das Angebot eines lebendigen Museums ab.